# Chimaera fulva
Chimaera fulva is een vis uit de familie van draakvissen (Chimaeridae), orde (Chimaeriformes), de soort komt endemisch voor in de open wateren rondom  Zuid - Australië. De soort kan een maximale lengte bereiken van 100 cm en komt voor op diepten van 780 - 1095m .